# 童寬 (正德進士)
童宽（1475年—？年），字栗卿，浙江蘭谿縣人，陕西延安府葭州軍籍。

## 生平
治《易經》，行三十八，由國子生中式辛酉科（1501年）陕西鄉試第五十二名舉人，年三十四歲中式正德三年（1508年）戊辰科會試第三百十九名，第三甲第一百十二名進士。四年二月授山东道試御史，五年三月以历练未纯，改任平阳府推官。

## 家族
曾祖童原復，壽官。祖父童存澤。父童公輔。母潘氏。永感下，兄韶、端、颐、弟宇、完、宠、宣、容、宸。